# Symplocos matudae
Symplocos matudae är en tvåhjärtbladig växtart som beskrevs av Cyrus Longworth Lundell. Symplocos matudae ingår i släktet Symplocos och familjen Symplocaceae. Inga underarter finns listade i Catalogue of Life.

## Bildgalleri

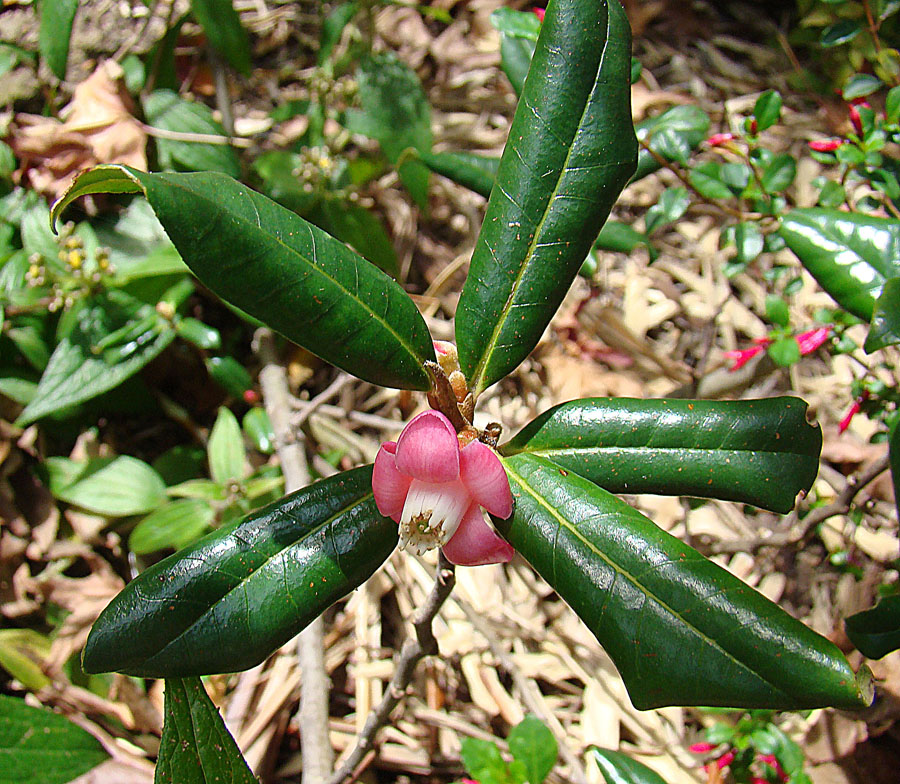